# Hr.Ms. Tromp (1937)
Hr.Ms. Tromp – holenderski mały krążownik lekki okresu II wojny światowej, główny okręt typu Tromp.

## Historia powstania
Przyczyną rozwijania przez Holandię klasy krążowników była potrzeba ochrony rozległych kolonii w Indiach Wschodnich (obecnej Indonezji). W odróżnieniu od dotychczasowych holenderskich krążowników, krążowniki typu Tromp miały to być małe okręty, o dużej szybkości, „krążowniczym” kalibrze artylerii, uzbrojeniu torpedowym i jedynie lekkim opancerzeniu. Przeznaczone były w pierwszym rzędzie do zwalczania japońskich wielkich niszczycieli, pełniąc funkcję przewodników flotylli własnych niszczycieli. W efekcie typ Tromp przedstawiał sobą rodzaj małego i względnie szybkiego lekkiego krążownika, stanowiący klasę pośrednią między lekkim krążownikiem a wielkim niszczycielem, która nie miała wielu odpowiedników we flotach świata. 
Pierwszy z okrętów tego typu otrzymał nazwę „Tromp” na cześć XVII-wiecznych admirałów Maartena i Cornelisa Trompów, jako siódmy okręt o tej nazwie. Położenie stępki miało miejsce 17 stycznia 1936 w stoczni Nederlandsche Scheepsbouw Maatschappij w Amsterdamie, wodowanie - 24 maja 1937, wejście do służby - 18 sierpnia 1938. Matką chrzestną okrętu była królowa Wilhelmina. „Tromp” był jedynym okrętem ukończonym zgodnie z projektem, gdyż drugi bliźniaczy krążownik „Jacob van Heemskerck”, nieukończony przed atakiem Niemiec na Holandię, został ewakuowany do Anglii i tam ukończony jako krążownik przeciwlotniczy.

## Służba
W pierwszy dalszy rejs okręt wyruszył na Morze Śródziemne 9 stycznia 1939, lecz 15 stycznia miał kolizję z niemieckim statkiem „Orinoco” w Lizbonie, po czym powrócił do Holandii na remont. 19 sierpnia 1939 został skierowany przez Kanał Panamski do Holenderskich Indii Wschodnich, gdzie stał się okrętem flagowym floty kolonii, z główną bazą w Surabai. Po wstąpieniu Holandii do wojny po stronie aliantów w maju 1940, okręt eskortował konwoje na obszarze Holenderskich Indii Wschodnich i Pacyfiku. Od listopada 1941 „Tromp” brał udział w inspekcjach francuskich statków, niosących ze sobą ryzyko konfrontacji z francuskimi okrętami eskorty, do czego jednak nie doszło. Brał też udział w bezowocnych poszukiwaniach krążownika HMAS „Sydney”, zaginionego po walce z niemieckim rajderem „Kormoran”.
Po przystąpieniu Japonii do wojny i jej ataku na alianckie siły w Azji południowo-wschodniej w grudniu 1941, „Tromp” wszedł w skład sformowanego 3 lutego 1942 międzynarodowego Zespołu Uderzeniowego ABDA. 4 lutego zespół stał się celem ciężkiego ataku japońskich samolotów koło wysp Kangean na północ od Bali, podczas którego „Tromp” nie ucierpiał. 14-15 lutego zespół wyruszył w celu przechwycenia japońskich transportowców w pobliżu wyspy Bangka, lecz operacja nie powiodła się wobec (nieskutecznego) ataku japońskiego lotnictwa pokładowego. „Tromp” wziął następnie udział w nocnym boju w cieśninie Badung koło Bali z japońskim zespołem transportowym, z 19 na 20 lutego. W boju tym został jednak aż 11 razy trafiony przez japońskie niszczyciele pociskami kalibru 127 mm, głównie w okolicy mostka, w urządzenia kierowania ogniem, a także raz pod linią wodną (zginęło 2 oficerów i 8 marynarzy). Sam uszkodził lekko jednym trafieniem w mostek niszczyciel „Oshio” (7 zabitych). Na skutek doznanych uszkodzeń, krążownik został 23 lutego skierowany na remont do stoczni Cockatoo Yard w Sydney w Australii, unikając tym samym prawdopodobnego zatopienia, jak pozostałe okręty sił ABDA.

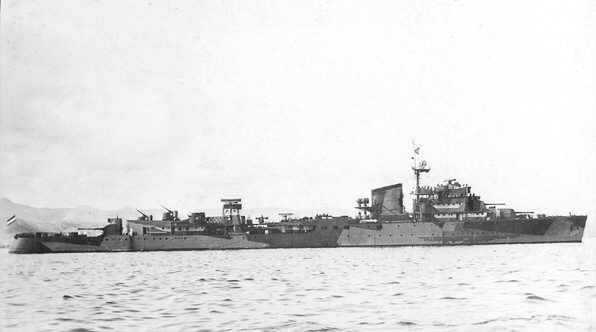
Hr.Ms. „Tromp” po pierwszej modernizacji podczas wojny

Remont połączono z modernizacją i wzmocnieniem uzbrojenia przeciwlotniczego. Zdemontowano dźwigi na śródokręciu, zdjęto ostatecznie wodnosamolot i skrócono maszt główny. Zdemontowano opancerzone stanowisko dalmierza rufowego i dalmierz umieszczono na ażurowej odkrytej platformie. Rufowe stanowiska działek 40 mm umieszczono jedno za drugim (poprzednio obok) i dodano 4 lub 6 działek 20 mm, a następnie (w listopadzie 1942) dwa działa przeciwlotnicze 76 mm.
Remont trwał do końca kwietnia 1942. Po nim, „Tromp” głównie eskortował konwoje na Oceanie Indyjskim i wokół Australii. Od jesieni 1942 do października 1943 wchodził w skład amerykańskiej 7 floty (Task Force 71.4). M.in. w lutym 1943 eskortował z Suezu do Australii duży konwój operacji Pamphlet (5 dużych statków pasażerskich przewożących 9. Dywizję Australijską, wraz z m.in. „Jacob van Heemskerck”, „Van Galen” i „Tjerk Hiddes”). Od października do 24 listopada 1943 „Tromp” przeszedł remont w Melbourne i Sydney, połączony ze wzmocnieniem uzbrojenia przeciwlotniczego - dodano dwa działa 76 mm
Po remoncie, w styczniu 1944 „Tromp” wszedł w skład brytyjskiej Floty Wschodniej, bazując w Trincomalee na Cejlonie. Był w składzie sił ubezpieczających atak samolotów z lotniskowców na bazę japońską w Sabang 19 kwietnia 1944 (operacja Cockpit), a następnie podobny atak na Surabaję 17 maja (operacja Transom). Podczas ponownego ataku na Sabang 25 lipca (operacja Crimson), „Tromp” również ostrzeliwał cele brzegowe z małej odległości (wraz z niszczycielami HMS „Quality”, „Quilliam” i HMAS „Quickmatch”), zatapiając mały statek. Został przy tym lekko uszkodzony czterema pociskami z brzegu. Od października 1944 do 21 lutego 1945 roku krążownik przeszedł remont i modernizację w Sydney. Otrzymał wówczas amerykańskie wyposażenie radarowe i dwie amerykańskie armaty plot 76 mm, zdjęto też wówczas wyrzutnie torped i przebudowano mostek. Wszedł następnie w skład nowo utworzonej brytyjskiej Floty Pacyfiku. W składzie zespołu Task Force 63 osłaniał atak lotniskowców na Andamany i Nikobary, w tym 30 kwietnia, 1 i 6 maja 1945 ostrzeliwał pozycje na wyspie Car Nicobar (Nikobary) i Port Blair (operacja Bishop). Od 24 maja 1945 wchodził w skład amerykańskiej 7 floty. Na przełomie czerwca i lipca 1945 wspierał wysadzenie desantu w Balikpapan na Borneo. Po kapitulacji Japonii, „Tromp” pełnił służbę na wodach Indonezji, a 3 maja 1946 powrócił do Holandii.
Po remoncie ukończonym w 1948, do momentu wejścia do służby nowych krążowników, „Tromp” był największym holenderskim okrętem, szkoląc holenderskich marynarzy i działając w ramach sił NATO. W 1956 został wycofany z aktywnej służby, po czym służył jako hulk koszarowy. 10 grudnia 1968 został ostatecznie skreślony z listy floty, a w 1970 złomowany. Podczas wojny nosił znak taktyczny: D28, a po wojnie: KL2, C804, A878.
Zmiany uzbrojenia i wyposażenia: 
- 1938-42:
  - 6 dział kalibru 150 mm Bofors No.XI w dwudziałowych wieżach (3xII - 2 na dziobie w dwóch poziomach i 1 na rufie).
    - długość lufy L/50 kalibrów, kąt podniesienia do 60°, donośność maksymalna 21.200 m, masa pocisku 46,7 kg, rzeczywisty kaliber 149,1 mm.

  - 4 automatyczne armaty przeciwlotnicze 40 mm Bofors No.4, podwójnie sprzężone (2xII) (na rufie, rozmieszczone po obu burtach)
  - 4 wkm plot 12,7 mm Vickers (2xII)
  - 6 wyrzutni torped 533 mm (2xIII, rozmieszczone po obu burtach)
  - 1 wodnosamolot Fokker C.XI-W (do 1941?)
- listopad 1942:
  - 6 dział 150 mm Bofors No.XI (3xII)
  - 2 armaty przeciwlotnicze 76 mm Vickers Mk III
  - 4 automatyczne armaty przeciwlotnicze 40 mm Bofors No.4 podwójnie sprzężone (2xII, na rufie, rozmieszczone w osi okrętu)
  - 4-6 działek przeciwlotniczych 20 mm Oerlikon (pojedynczych)
  - 2 wkm plot 12,7 mm Browning (do 1944)
  - 4 km plot 7,7 mm Lewis (do 1943)
  - 6 wyrzutni torped 533 mm (2xIII, do 1944)
- 1947:
  - 6 dział 150 mm Bofors No.XI (3xII)
  - 4 armaty przeciwlotnicze 76 mm (od 1945)
  - 6 automatycznych działek przeciwlotniczych 40 mm Bofors (z tego 4 w wersji Mk V podwójnie sprzężonej z radarowym systemem kierowania ogniem Hazemeyer) (2xII, 2xI)
  - 2 działka przeciwlotnicze 20 mm Oerlikon

Opancerzenie:
- pas burtowy: 16 mm
- wewnętrzny pokład pancerny: 25 mm
- wieże dział artylerii głównej: 15–25 mm
- masa opancerzenia: 450 t.

Wyposażenie
- dalmierz 6-metrowy (na nadbudówce dziobowej)
- dalmierz 4-metrowy (na nadbudówce rufowej)
- radar kierowania ogniem FC (od 1944/45, na dalmierzu dziobowym)
- radar dozoru powietrznego SC-3 (od 1944/45, na nadbudówce dziobowej)
- radar dozoru nawodnego SG (od 1944/45, na maszcie)